# Del Zaccheria

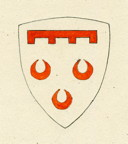
Stemma Del Zaccheria

La famiglia Del Zaccheria fu una ricca casata di mercanti in Firenze e di latifondisti in Valdarno e nel Pistoiese.

## Storia

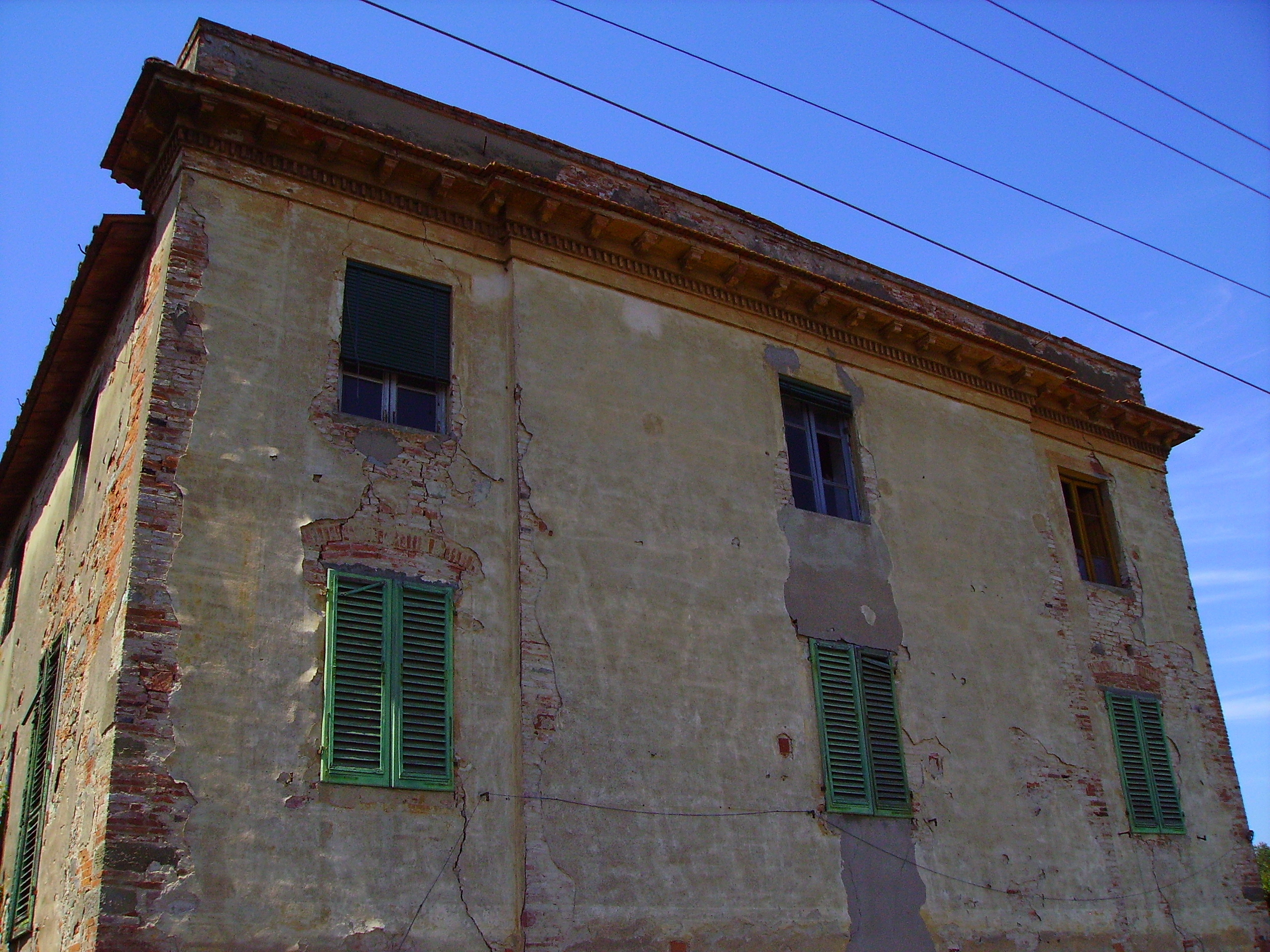
Il palazzo nobile del Poggiolino a Montevarchi

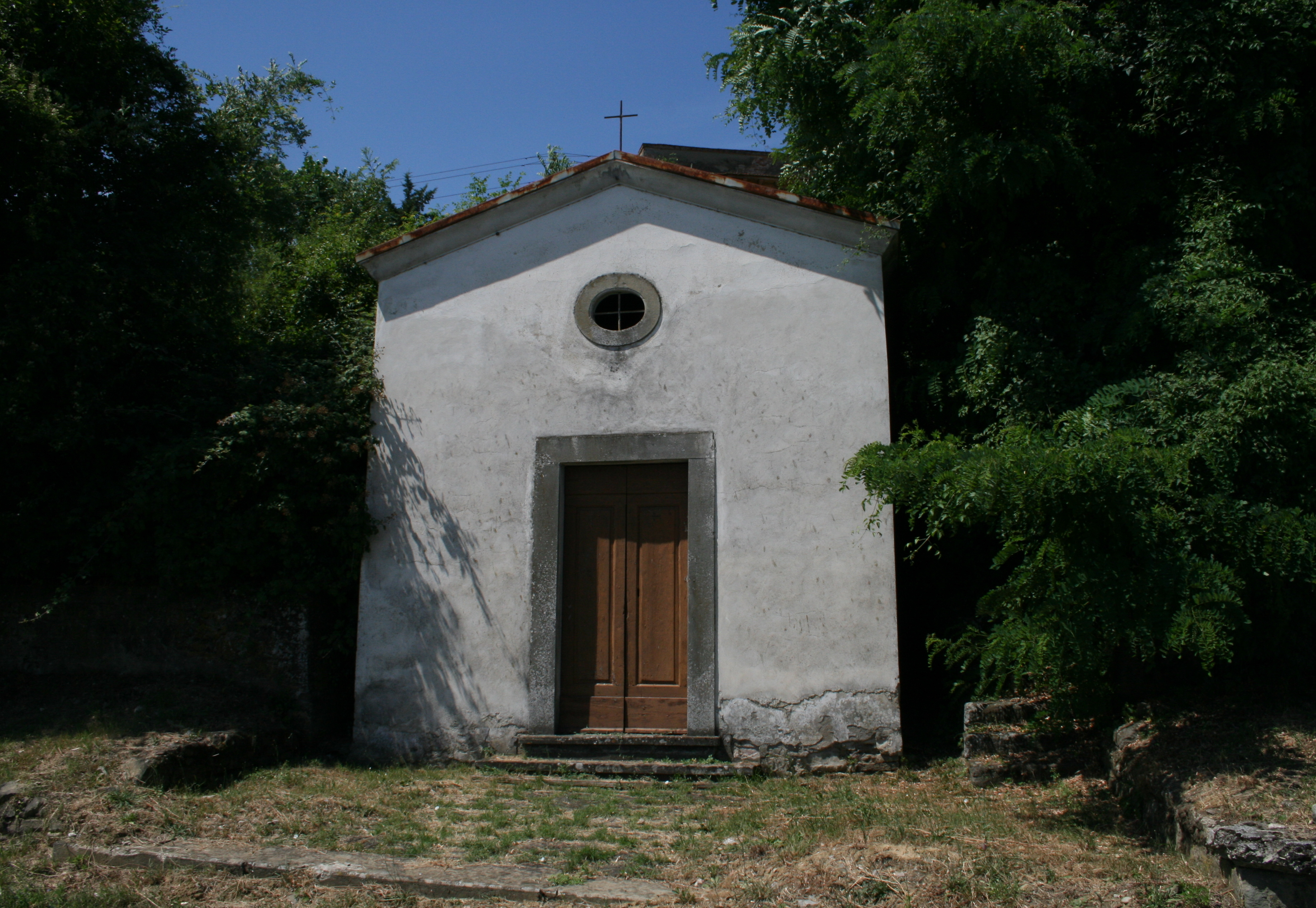
Santa Umiliana de' Cerchi, cappella di famiglia della fattoria del Poggiolino costruita nel 1848

Originari di Montevarchi, o meglio delle campagne intorno dove possedevano alcune proprietà terriere come quella del Poggiolino tra Montevarchi e San Giovanni Valdarno, si inurbarono successivamente a Firenze sebbene sia stato finora impossibile stabilire con sicurezza quando. Certo è che il loro nome compare per la prima volta, come cittadini fiorentini, presso il quartiere di Santa Croce, gonfalone del Bue, a metà del XIV secolo.
L'assenza di notizie certe sul primo periodo fiorentino dei Del Zaccheria è probabilmente legata al fatto che, possedendo alcune tenute nel contado, preferirono tenere un basso profilo sociale e iscriversi alle arti minori senza entrare direttamente in politica perché, tra guelfi e ghibellini prima, guelfi bianchi e guelfi neri poi, medicei e antimedicei dopo, i patrimoni e la stessa esistenza delle varie famiglie erano in continuo pericolo. Si dedicarono piuttosto ad attività commerciali di varia natura che ampliarono enormemente il loro patrimonio e di conseguenza la loro influenza tanto che nel 1417 fu nominato priore il primo Del Zaccheria.
Da qui l'ascesa anche in politica. Tra il 1417 e il 1527 ventuno priori portano il sigillo dei Del Zaccheria, tra il 1420 e il 1531 ventuno membri dei Dodici Buonomini, tra il 1423 e il 1524 undici deputati tra i Sedici di Compagnia. Inoltre nel 1468 Bartolomeo di Jacopo Del Zaccheria entrò nei Dieci di Balia come nel 1530 fece Francesco di Bartolommeo anche se, mezzo secolo dopo, la stessa magistratura aveva preso il nome di Dieci di Libertà e Pace. Un altro Francesco, nel 1548, fu invece tra gli Otto di Guardia e Balia. Ma soprattutto Giuliano di Francesco, nel 1505, ottenne da papa Leone X l'investitura di "conte del Sacro Palazzo" o "conte palatino" facendo definitivamente assurgere i Del Zaccheria alla nobiltà.
Fu allora che per i Del Zaccheria si aprirono i salotti buoni della città e nel 1580 Francesca di Francesco di Giuliano Del Zaccheria poté andare in sposa ad Alessandro di Vieri di Bindaccio de' Cerchi mettendo a segno il primo matrimonio importante per la famiglia. La loro figlia Umiliana invece imparentò Cerchi e Del Zaccheria con un'altra famiglia ancora più nobile, i Cerretani, sposando Niccolò di Francesco Cerretani e portando in dote le proprietà di Montevarchi. Il matrimonio però durò solo cinque mesi per la scomparsa prematura di Umiliana e il marito rivendette poi il Poggiolino di Montevarchi ai Cerchi che lo tennero fino a tutto il XIX secolo.
Ultima notizia relativa ai Del Zaccheria risale al 1700 quando un Alessandro di Francesco Maria Del Zaccheria risultava residente a Borgo alla Collina nel vicariato di Poppi. La famiglia si estinse con la sua morte avvenuta nel 1730.